# La Trahison de mon mari
La trahison de mon mari (Her Husband's Betrayal) est un téléfilm canadien réalisé par Ron Oliver, et diffusé le 14 août 2013 sur The Movie Network et aux États-Unis le 2 août 2013 sur Lifetime Movie Network.

## Synopsis
Une femme enquêtant sur le passé de son nouveau mari découvre ses multiples trahisons et même pire.

## Fiche technique
- Titre original : Her Husband's Betrayal
- Réalisation : Ron Oliver
- Scénario : Russ Chasney
- Photographie : Gerald Packer
- Musique : Richard Bowers
- Pays d'origine :  Canada
- Langue originale : anglais
- Durée : 90 minutes
- Date de diffusion :
  -  France : 23 janvier 2014 sur TF1

## Distribution
- Jacqueline MacInnes Wood (VF : Sylvie Jacob) : Cathy Coulter
- Shawn Roberts (VF : Stéphane Pouplard) : Riley Coulter
- Marc Bendavid (VF : Tony Marot) : Dan Gresham
- Jacob Horsley (VF : Fanny Bloc) : Billy
- James Millington (VF : Michel Prud'homme) : capitaine Breedlove
- Olunike Adeliyi (VF : Chantal Baroin) : Officier Lee
- Zoie Palmer (VF : Stéphanie Hédin) : Tora
- Gene Mack (VF : Thierry Desroses) : Lou
- Rachel Wilson (VF : Sabeline Amaury) : Mrs. Anne Harpton
- Shawn Lawrence (VF : Philippe Catoire) : John Morgan
- Christopher Tai : Lieutenant Howard
- Richard Blackburn (VF : Achille Orsoni) : le pasteur Miles
- Boomer Phillips : Officier Boomer

 Source et légende : version française (VF) sur RS Doublage et selon le carton du doublage français télévisuel.